# Tom Clancy's Ghost Recon Phantoms
Tom Clancy's Ghost Recon Phantoms (sovint abreujat GRP, un cop per Ghost Recon Online GRO) és un videojoc de tir en tercera persona llançat 10 abril 2014 per a Microsoft Windows. Es tracta d'una sèrie spin-off de Ghost Recon. És exclusivament multijugador i també lliure per jugar. Per primera vegada en la sèrie Ghost Recon, el joc és el contrari dels Ghosts, els Phantoms. El 25 d'agost del 2016 Ubisoft va anunciar que tancaria els servidors pels pocs usuaris.